# Szluin vára
Szluin vára (horvátul: Stari grad Slunj), várrom Horvátországban, Szluin határában.

## Fekvése
A vár romjai közvetlenül a város felett, a Slunjčica kanyarjában emelkedő dombtetőn találhatók.

## Története
Szluin várának első írásos említése 1390-ben történt, amikor a család vegliai (krk-i) ágának feje, Frangepán János szluini birtokát Zrínyi Pálnak zálogosította el. A Zrínyiekkel zálogbirtok körüli hosszas pereskedés után végül a birtok a Frangepánoké maradt és az 1449-es birtokfelosztás alapján a család szluini ágáé lett. A török támadások a 15. század elején kezdődtek ezen a területen. A Bosnyák Királyság bukásával a 15. század végén, valamint a vesztes korbáviai és mohácsi csaták eredményeként drasztikus változás következett be a térség katonai helyzetében. A törökök elfoglalták Likát és Korbáviát, Likából 1527-ben török szandzsákot alakítottak ki. Szluin vára egy csapásra a török elleni védelem első vonalába került és stratégiai szerepe ugrásszerűen megnőtt. 1561-ben a török már sikertelenül ostromolta és később is több ostromot szenvedett, utoljára 1716-ban. 1579-ben felépült a károlyvárosi erőd, ettől kezdve Szluin vára Károlyváros elővárává, a határőrvidék egyik kapitányságának székhelyévé vált. A katonai közigazgatás bevezetésével a megmaradt lakosság elveszítette korábbi szabadságjogait is, megszűnt minden gazdasági tevékenység és betiltottak minden lakáscélú építkezést, de a megmaradt házakat is katonai védelemmel látták el. A Slunjčica túloldalán a vár védelmében ferences kolostor is épült, melyet 1582-ben a török, miután a várat bevenni nem tudta a várossal együtt elpusztított. A város újjáépítését a neves itáliai származású hadmérnök, Martin Gambon károlyvárosi főépítész irányította. Mai arculatát a 17. század végétől végzett építkezések során kapta. Szluin ettől az időtől vált a terület központjává és ezt a szerepét a mai napig is megtartotta. A váron is számos átépítést és korszerűsítést hajtottak végre, de elhelyezkedése nem tette lehetővé, hogy jelentősen modernizálják. Ebben az időszakban a török által meghódított és elpusztított területekről nagyszámú, főként pravoszláv szerb lakosság vándorolt be, mely lényegesen megváltoztatta e vidék vallási és etnikai összetételét. A katonai határőrvidék átszervezésével 1746-ban Szluin a város nevét viselő szluini határőrezred parancsnokságának székhelye, a katonai határőrvidék egyik legjelentősebb katonai igazgatási központja lett. A város és a vár 1809 és 1815 között francia megszállás alatt állt. A vár feljegyzések szerinti utolsó kijavítása 1821-ben történt, de néhány évvel ezután egy pusztító tűzvész során az egész vár leégett, melyet ezután pusztán, romosodásnak hagytak.

## A vár mai állapota
A város mellett a Slunjčica kanyarulatában láthatók a régi vár romjai. A Frangepánok birtoka volt, majd a katonai határőrvidék egyik legfontosabb vára, határőr ezredparancsnokság székhelye volt. 1822-ben egy tűzvész következtében pusztult el és már nem építették újjá. Falai helyenként ma is emeletnyi magasságban állnak, bár a romok meglehetősen elhanyagoltak. Látogatásuk aknaveszély miatt nem javasolt.